# Xeronema callistemon
Espèce
Classification phylogénétique
Xeronema callistemon (Raupo taranga en māori) est une espèce de plantes à fleurs de la famille des Liliaceae, ou des Xeronemataceae selon la classification phylogénétique. C'est une plante vivace très rare. On la trouve dans les îles Poor Knights dans le nord de la Nouvelle-Zélande. Découverte en 1924, cette plante de 1 m de hauteur a des feuilles qui la font ressembler à un iris, mais ses fleurs rouges forment un épi en forme de brosse, grâce à une multitude de longues étamines.